# أشلي فولر
أشلي فولر (بالإنجليزية: Ashley Fuller)‏ (14 نوفمبر 1986 ببيدفورد في المملكة المتحدة - ) هو لاعب كرة قدم بريطاني في مركز الوسط. لعب مع إبسفليت يونايتد وكامبريدج يونايتد ونادي كامبريدج ستي وبيشوب ستورتفورد.

## وصلات خارجية
- أشلي فولر على موقع Soccerbase.com (لاعب) (الإنجليزية)